# 加登格羅夫 (佛羅里達州)
加登格羅夫（英語：Garden Grove）是位於美國佛羅里達州赫爾南多縣的一個人口普查指定地區。

## 地理
加登格羅夫的座標為28°28′50″N 82°26′06″W / 28.48056°N 82.43500°W，而該地最高點為海拔高度29米（即95英尺）。

## 人口
根據2010年美國人口普查的數據，加登格羅夫的面積為2.57平方千米，當中陸地面積為2.55平方千米，而水域面積為0.02平方千米。當地共有人口674人，而人口密度為每平方千米262人。